# Saipem 7000
Saipem 7000 (precedentemente Micoperi 7000) è una nave gru semi-sommergibile costruita nel 1987 nel Cantiere navale di Monfalcone, facente parte della flotta della Saipem, società del gruppo Eni. La Saipem 7000 è una nave officina semi-sommergibile munita di due gigantesche gru dalla portata di 7000 tonnellate ciascuna; nel suo genere è la più grande del mondo. La nave è munita di tutte le comodità per le persone imbarcate, compresa una grande piscina coperta, una sauna, una sala di ginnastica (palestra), dei saloni di ricreazione, le mense e due cinema oltre, naturalmente, a cabine con servizi privati, all'impianto completo d'aria condizionata ed ampi locali di servizio e agli spogliatoi.

## Caratteristiche tecniche

### Dimensioni
- Lunghezza: 197,95 m
- Larghezza: 87 m
- Altezza di costruzione al ponte principale: 45 m
- Immersione di transito: 10,5 m
- Massima immersione operativa: 27,5 m

### Posizionamento dinamico
- DP (AAA) Lloyds Register; IPD 3 RINa; classe 3 notazioni norvegese Direzione marittima; completamente ridondante.

### Sistema d'ormeggio
- 14 x 1.350 kW argani a tamburo singolo, ogni 3.350 mx 3 ¾ "linea di ormeggio e 40 t ancore.

### Propulsione e manovra
- 4 x 4.500 kW unità azimutali di propulsione, a passo fisso, che garantiscono una velocità massima di 9,5 nodi.
- 2 x 5.500 kW propulsori azimutali di manovra a scomparsa, a passo fisso;
- 4 x 3.000 kW propulsori azimutali di manovra a scomparsa, a passo fisso;
- 2 x 2.500 kW propulsori di manovra intubati, a passo fisso.

### Centrale elettrica
- Potenza totale dell'impianto: 70.000 kW, 10.000 V;
- 12 generatori diesel a olio combustibile divisi in 6 sale motori separate, classificato UMS.

### Impianto di zavorra
- Impianto di zavorra informatizzato con capacità di simulazione che comprende 4 x 6.000 t/h pompe zavorra.
- 40 casse di zavorra per un totale di 83.700 m^3
- 14 casse di zavorramento rapido per un totale di 26000 m^3

### Impianti di sollevamento della gru principale
- Arco 2 gemelle S 7000 modello completamente girevoli montate Amhoist;
- Gru costruite da Officine Meccaniche Reggiane (Reggio Emilia). Principali blocchi tandem ascensore: 14.000 t.;
- Blocco ascensore principale singolo: 7.000 t girevoli a 40 m rad./41 m tieback;
- 6.000 t girevoli a 45 m rad./50 m; m tieback;
- Aux. 1 blocco: 2.500 t girevoli a 74 m rad.;
- Aux. 2 isolato: 900 t girevoli a 115 m rad.;
- Capacità di abbassamento a 450 m sotto il livello del mare;
- Oscillazione della gru: 120 t girevoli a 150 m rad.

### Battitura / disponibilità di attrezzature di movimentazione
- 2 Menck MHU 3000 martelli idraulici;
- 2 Menck MHU 1700 martelli idraulici;
- 2 Menck MHU 1000 martelli idraulici;
- 2 Menck MHU 600 martelli idraulici;
- 1 Menck MHU 220 martello idraulico;
- 1 Menck MHU 195 martello idraulico;
- 2 confezioni di potenza sott'acqua;
- 1 compensatore martello idraulico.

### Equipaggio strutture
- 405 completamente AC cabine singole o doppie fino a 725 persone.

### Eliporto
- Adatto per due elicotteri Chinook LR BV234 (uno parcheggiato);
- Classificato sistema di rifornimento in elicottero.